# Plectus elongatus
Plectus elongatus är en rundmaskart som beskrevs av Maggenti 1961. Plectus elongatus ingår i släktet Plectus och familjen Plectidae. Inga underarter finns listade i Catalogue of Life.